# Região Metropolitana de Fortaleza
A Região Metropolitana de Fortaleza, também conhecida como Grande Fortaleza, está localizada no estado do Ceará. Foi criada pela Lei Complementar Federal nº 14, de 8 de junho de 1973, e sua gestão é regulamentada pela Lei Complementar Estadual nº 180, de 18 de julho de 2018.
Com 4.077.811 habitantes em 2022, a Grande Fortaleza é a mais populosa do Norte-Nordeste. É ainda a sexta maior região metropolitana do Brasil.
A Região Metropolitana de Fortaleza tem como área de influência todo o território do Ceará e oeste do Rio Grande do Norte. A região de influência da Grande Fortaleza é a segunda maior do Norte-Nordeste em termos populacionais, ficando atrás do Grande Recife. (REGIC, 2018).
De acordo com o IBGE, a Grande Fortaleza fechou 2018 com um PIB de R$ 100,7 bilhões. Esse número colocou a Região Metropolitana de Fortaleza naquele ano como a terceira mais rica do Norte-Nordeste - atrás da Grande Salvador e do Grande Recife - e a 11ª do Brasil.
O município de Caucaia é o maior em área, com 1.227,895 km². Pindoretama, desmembrado de Cascavel, em 1987, o menor, com apenas 72,85 km². São Luís do Curu é o menos populoso, com apenas 13.086 habitantes.
Atualmente com quase quatro vezes a população inicial e o triplo de municípios, a principal dificuldade da Região Metropolitana de Fortaleza é a integração das cidades. O transporte coletivo ainda é caro e pouco abrangente. Além disso, quase a totalidade dos equipamentos urbanos concentra-se ainda em Fortaleza.

## História

Mapa com os municípios incluídos até 1983.

Em 1975 foi criada pelo Governo do Ceará a Autarquia da Região Metropolitana de Fortaleza (Aumef). A Aumef tinha por objetivo desenvolver e integrar os municípios de acordo com os planos da lei federal que criou as nove primeiras regiões metropolitanas no Brasil. Durante os primeiros anos, a Aumef foi a responsável pelo plano diretor das cidades da Região Metropolitana de Fortaleza, elaborando um plano geral de desenvolvimento urbano integrado de toda a área metropolitana. As principais obras realizadas pela Aumef foram a construção do anel viário interligando todas a estradas de acesso ao municípios periféricos e o alargamento das BRs de acesso a Fortaleza (116 e 222). Os primeiros planos do metrô para Fortaleza surgiram durante a existência da autarquia, extinta em 1992.
Durante a década de 1990 não houve uma ação política voltada para a integração das cidades metropolitanas. Somente em 1997 a Região Metropolitana de Fortaleza volta ao debate na mídia com a criação da ONG Planefor que foi apoiada pelo Centro Industrial do Ceará para realizar ações de planejamento da Metrópole. Mesmo assim, sem força política nem presença na mídia local, o Planefor não tem se mostrado alternativa para o desenvolvimento da região e os municípios envolvidos.
Formada inicialmente por apenas cinco cidades: Fortaleza, Caucaia, Maranguape, Pacatuba e Aquiraz, a região metropolitana aglomerava uma massa populacional de aproximadamente 1 milhão de habitantes. Em 1983, Maracanaú, também por lei federal, passou a fazer parte da Região Metropolitana de Fortaleza. Em 1987 foi adicionado mais um município, Eusébio.Em 1992 Itaitinga e Guaiúba. A partir de 1999, mais quatro cidades passaram a integrar a região metropolitana:  Chorozinho, Pacajus, Horizonte e São Gonçalo do Amarante. Em 2009 o governo estadual incluiu mais duas cidades à Região Metropolitana de Fortaleza, Pindoretama e Cascavel.
Em 2014, o governador Cid Gomes incluiu as cidades de Paracuru, Paraipaba, Trairi e São Luís do Curu.

## Integração

### Transporte

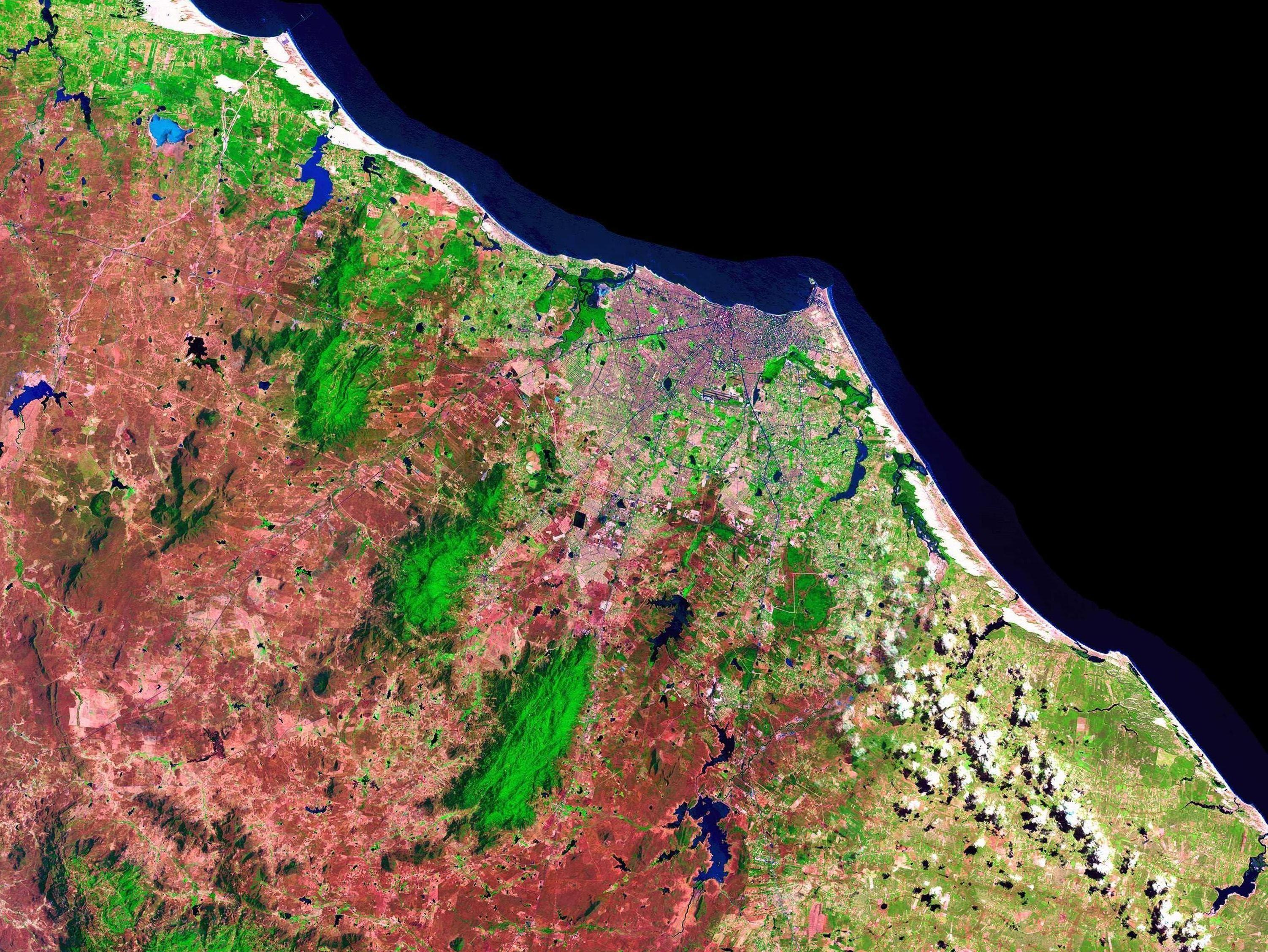
Imagem do satélite Landsat editada pela Embrapa. Atente para os contrastes: os tons de róseo e vermelho são áreas secas ou degradadas. As grandes manchas verdes correspondem às serras e mangues, e o roxo representa a área urbana.

As rodovias integram os municípios da Região Metropolitana de Fortaleza constituindo o sistema rodoviário, principal transporte utilizado pelas populações dos municípios, com especial atenção para o transporte "alternativo". As principais estradas estaduais são: CE-040 e CE-025 passando por Eusébio, Aquiraz e seu litoral, onde existe um complexo turístico, com destaque para o Beach Park; CE-060 passando por Maracanaú e Pacatuba; CE-065 até Maranguape; a CE-090 com acesso ao litoral de Caucaia; a CE-085 até o município de São Gonçalo do Amarante; a estrada CE-350 liga Pacatuba a Itaitinga; a CE-422 que dá acesso ao Porto do Pecém.
As rodovias federais são: BR-116, que está sendo duplicada do Anel Viário de Fortaleza até o município de Pacajus; BR-222 que dá acesso a Caucaia; Anel Viário ou BR-020 que faz a interligação da CE-040 com a BR-116, a CE-060, a CE-065, a BR-020 e a BR-222.
O Metrofor interligará Fortaleza às duas principais cidades da Região Metropolitana de Fortaleza (Caucaia e Maracanaú), além de Pacatuba e Maranguape. São também as duas mais populosas, depois de Fortaleza. O sistema tem origem no transporte de passageiros pelos trens da CBTU, surgido no período de implantação e desenvolvimento das regiões metropolitanas no Brasil.
Diferentemente de outras cidades do Brasil que passaram por mudanças no sistema aeroportuário, (com a construção de aeroportos em municípios próximos às capitais), o Aeroporto de Fortaleza foi reformado e recebeu um novo terminal, maior que o anterior, de modo a manter o tráfego aéreo sobre a cidade e a concentração de grandes equipamentos em Fortaleza.

### Economia
Ao redor do Porto do Pecém está sendo estruturado o Complexo Industrial e Portuário do Pecém, que já abriga a Companhia Siderúrgica do Pecém, entre os municípios de Caucaia e São Gonçalo do Amarante. O Distrito Industrial de Maracanaú, instalado na mesma cidade, abriga boa parte das indústrias da metrópole.
O turismo e a expansão imobiliária são os principais mercados dos municípios com litoral (São Gonçalo, Caucaia, Aquiraz e Cascavel). Existem projetos de "resorts" e complexos turísticos nestes litorais, os quais, ao se concretizarem, poderão melhorar o equilíbrio destas cidades com relação a Fortaleza. Como exemplo, no município de Aquiraz, o "Aquiraz Riviera".

## Municípios

Mapa da Grande Fortaleza com os últimos municípios incluídos em 2014.

| Município               | Área (km²) 2022 | IDH 2010 | População 2022 | PIB (R$1000) 2020 | PIB per capita (R$) 2020 |
| ----------------------- | --------------- | -------- | -------------- | ----------------- | ------------------------ |
| Aquiraz                 | 480,236         | 0,641    | 80.243         | 3 411 179         | R$ 42.147,15             |
| Cascavel                | 838,115         | 0,646    | 72.626         | 954 550           | R$ 13.215,06             |
| Caucaia                 | 1223,246        | 0,682    | 355.679        | 7 257 970         | R$ 19.873,31             |
| Chorozinho              | 296,431         | 0,604    | 20.163         | 337 811           | R$ 16.662,27             |
| Eusébio                 | 78,818          | 0,701    | 74.170         | 3 184 375         | R$ 58.604,18             |
| Fortaleza               | 312,353         | 0,754    | 2.428.678      | 65 160 893        | R$ 24.253,93             |
| Guaiúba                 | 256,053         | 0,617    | 24.217         | 216 414           | R$ 8.231,80              |
| Horizonte               | 160,557         | 0,658    | 74.754         | 1 718 318         | R$ 25.074,33             |
| Itaitinga               | 153,686         | 0,626    | 64.648         | 894 152           | R$ 23.330,76             |
| Maracanaú               | 105,071         | 0,686    | 234.392        | 9 893 417         | R$ 43.116,46             |
| Maranguape              | 583,505         | 0,659    | 105.093        | 1 500 485         | R$ 11.511,56             |
| Pacajus                 | 250,304         | 0,659    | 70.534         | 1 178 386         | R$ 16.100,81             |
| Pacatuba                | 132,427         | 0,675    | 81.238         | 1 104 197         | R$ 13.059,07             |
| Pindoretama             | 74,033          | 0,636    | 23.345         | 253 163           | R$ 12.189,47             |
| São Gonçalo do Amarante | 842,635         | 0,665    | 54.021         | 4 079 247         | R$ 83.473,11             |
| São Luís do Curu        | 122,865         | 0,620    | 10.822         | 116 904           | R$ 8.962,27              |
| Paraipaba               | 289,231         | 0,634    | 32.216         | 486 826           | R$ 14.755,89             |
| Paracuru                | 304,735         | 0,637    | 38.691         | 516 611           | R$ 14.633,22             |
| Trairi                  | 928,555         | 0,606    | 58.415         | 832 830           | R$ 14.795,09             |
| TOTAL                   | 7 432,856       | 0,732    | 3.903.924      | 103 097 728       | R$ 26.408,74             |

## Região de Planejamento do Ceará
A Lei Complementar Estadual nº 154, de 20 de outubro de 2015, define a nova composição da região de planejamento da Grande Fortaleza, sendo a regionalização fixada em 19 municípios: Aquiraz, Caucaia, Cascavel, Chorozinho, Eusébio, Fortaleza, Guaiúba, Horizonte, Itaitinga, Maracanaú, Maranguape, Pacajus, Pacatuba, Paracuru, Paraipaba, Pindoretama, São Luís do Curu, São Gonçalo do Amarante e Trairi.
- Características geoambientais dominantes: Domínios naturais da planície litorânea, tabuleiros costeiros, serras úmidas e sertões.
- Área territorial (km²) - (2010): 7.434,91
- População - (2014): 3.949.974
- Densidade demográfica (hab./km²) - (2014): 531,27
- Taxa de urbanização (%) - (2010): 94,43
- PIB (R$ mil) - (2012): 60.578.264,48
- PIB per capita (R$) - (2012): 15.824,66
- % de domicílios com renda mensal per capita inferior a ½ salário mínimo - (2010): 42,15